# 鞍部多須奈
鞍部 多須奈（くらべ の たすな、生没年不明）は、飛鳥時代の渡来系の仏師、技術者。名は德齊法師とも記される。鞍作止利の父。仏工として用明天皇のために坂田寺を建てたと伝えられる。

## 人物
『日本書紀』によると、用明天皇2年、天皇の病気が重い時、多須奈は病気平癒を願い仏像と寺を造ることを誓願した。